# Chartreuse Notre-Dame du Val-Dieu
La chartreuse Notre-Dame du Val-Dieu se trouve sur la commune de Feings dans le département de l'Orne en région Normandie.
L'ancien monument est inscrit au titre des monuments historiques.

## Historique
En l'an 1170, le 29 juin, Rotrou III, comte du Perche, jeta les fondements de la future chartreuse du Val-Dieu au sein de la forêt de Réno-Valdieu , pour les religieux de saint Bruno. La première église fut consacrée en 1181. Hugues de Courlessain et sa femme Agathe, qui avaient assisté à la fondation du Val-Dieu en 1170 y furent inhumés.
Cette chartreuse fut fort agrandie par Pierre de Valois, 2e du nom, comte d'Alençon et du Perche. Il y fut inhumé avec sa fille Jeanne en l'an 1404. La chartreuse fut rebâtie en entier quelques années avant la Révolution, sur les plans du R. P. J.-B. Miserey, religieux bénédictin. On doit à Nicolas-Jean-Baptiste de Poilly (1707-1780) une gravure de la chartreuse de 1769 au musée Boucher-de-Perthes (Abbeville)  .
C'était un vaste ensemble, fort beau et régulier, entouré de murs et de tourelles de distance en distance. L'intérieur était parfaitement soigné.
Les principaux appartements étaient revêtus de menuiseries très travaillées. On y admirait surtout les lambris et le parquet du chapitre et de la bibliothèque, ainsi que de magnifiques marbres, deux tableaux de Nicolas-René Jollain et deux autres de Philippe de Champaigne se trouvant aujourd'hui au musée des beaux arts d'Alençon. En 1798, le Val-Dieu ayant été démoli par les révolutionnaires, le tout fut transporté à Alençon où il est aujourd'hui en ornement[Quoi ?].
Aujourd'hui, seules subsistent de la chartreuse, la pharmacie, la porterie et la chapelle des dames construites en 1760.
Après la Révolution, la chapelle du collège d'Alençon est devenue bibliothèque. Elle fut alors aménagée avec de très belles boiseries sculptées, provenant de la chartreuse du Val-Dieu.
La chaire, les stalles, plusieurs panneaux sculptés et les boiseries de la sacristie, installées dans l'église Notre-Dame de Mortagne-au-Perche ou celle de Saint-Sauveur de Bellême, proviennent du Val-Dieu.
Comme pour bon nombre de chartreuses , il existe un tableau du XVIIe siècle représentant la chartreuse dans sa version avant 1760 visible à la Grande Chartreuse, maison-mère des moines-ermites de l'ordre des Chartreux.
Aujourd'hui, la chartreuse est une propriété privée. Elle ne se visite pas excepté lors des journées européennes du patrimoine.